# Jermaine Anderson
Jermaine Anderson (Toronto, 8 de fevereiro de 1983) é um basquetebolista profissional canadense que atualmente está sem contrato, tento como último clube o Reims Champagne Basket pela LNB Pro A.